# Since I Have a Lover
Since I Have a Lover è il terzo album in studio del cantante statunitense 6lack, pubblicato nel 2023.

## Tracce
1. Cold Feet – 2:35
2. Inwood Hill Park – 3:10
3. Since I Have a Lover – 4:42
4. Playin House – 3:33
5. Fatal Attraction – 3:16
6. Spirited Away – 3:08
7. Chasing Feeling – 1:40
8. Preach – 2:36
9. Tit for Tat – 2:13
10. Talkback – 3:04
11. Wunna Dem (with Quin) – 1:51
12. B4L – 3:48
13. Decatur – 2:57
14. Talk – 3:30
15. Temporary (feat. Don Toliver) – 2:58
16. Rent Free – 3:22
17. Stories in Motion (with Wale) – 3:22
18. Testify – 3:51
19. NRH – 2:36